# 圣三一主教座堂 (耶路撒冷)

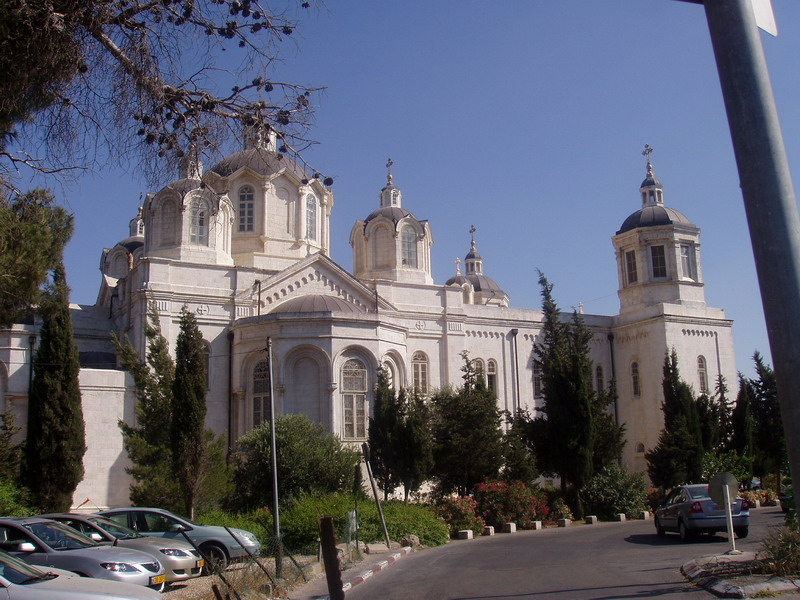
主教座堂外观

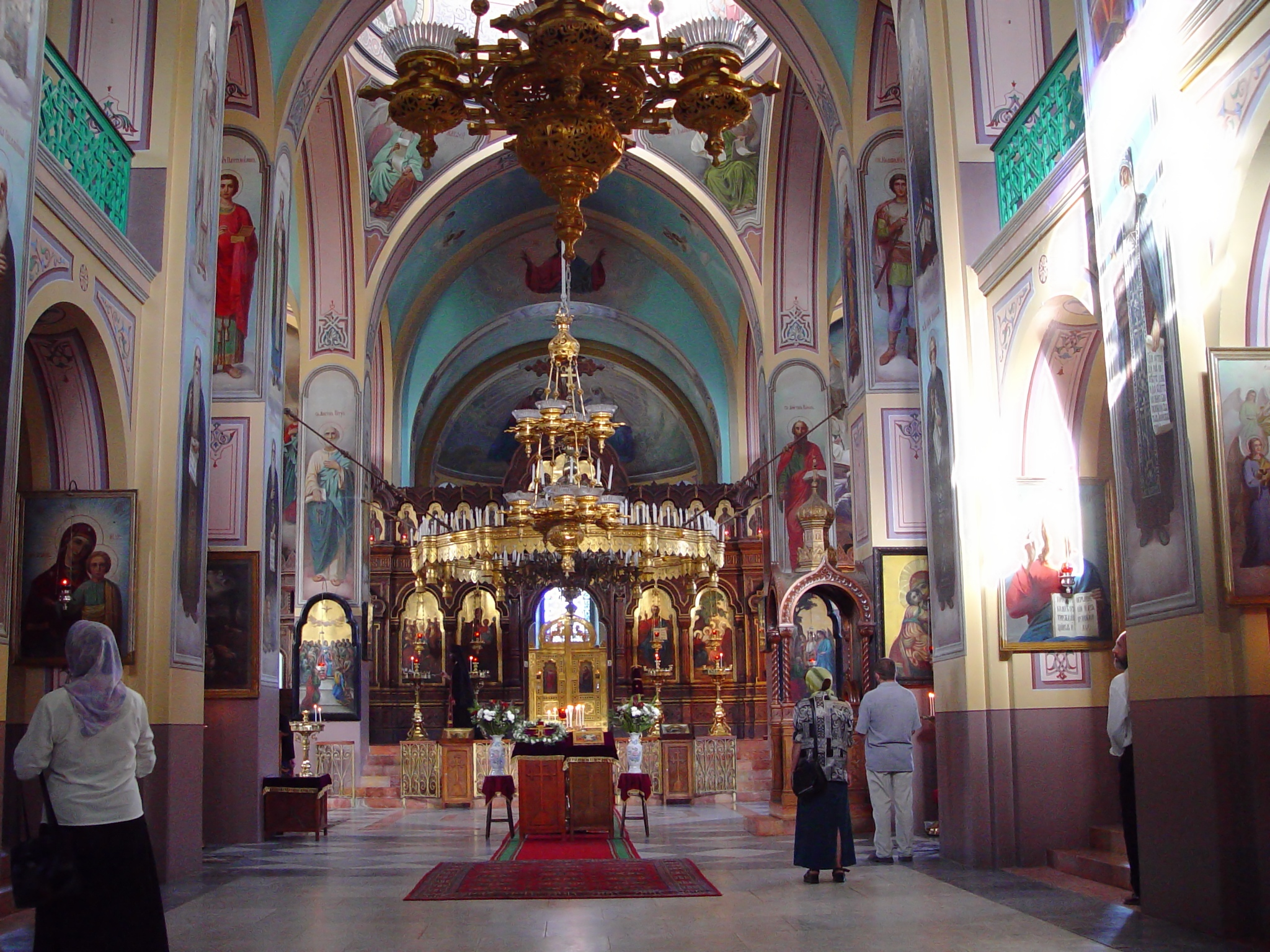
主教座堂内部

圣三一主教座堂是一座位于耶路撒冷的东正教主教座堂，属于俄罗斯正教会的耶路撒冷俄国布道团。

## 历史
1860年8月30日（9月11日），俄国布道团购买了这片土地，兴建圣三一教堂。教堂于1863年完成，但是直到1872年，才由耶路撒冷牧首西里尔二世祝圣。教堂有5个新拜占庭式圆顶。每天都举行礼拜仪式。
在英国托管时期，圣三一主教座堂属于俄罗斯东正教国外圣主教公会。自1948年以来，教堂归属莫斯科牧首管辖。在1948年第一次中东战争期间，这座教堂严重受损。

## 圣像画
两幅圣像画特别受到尊敬：
- 圣母访亲：以利沙伯向前来探望的表妹圣母玛利亚报喜
- 圣尼古拉像：由1910年的朝圣者带来，他们在从敖德萨到雅法的途中遭遇风暴，后来归于平静，于是归功于这位水手的主保圣人。